# Music (álbum de 311)
Music es el primer álbum de estudio de la banda estadounidense de rock alternativo, 311, que fue publicado el 9 de febrero de 1993 por Capricorn Records y Volcano Entertainment. El álbum incluyó los sencillos «Freak Out» y «Do You Right».
El álbum fue certificado con Disco de oro en 1999 por la Recording Industry Association of America (RIAA), habiendo vendido más de 500 000* copias.

## Antecedentes
Del total de canciones que contiene el álbum, solo hay cinco pistas que no se incluyeron en los lanzamientos independientes anteriores de 311: «Visit», «Paradise», «Hydroponic», «My Stoney Baby» y «Fat Chance». Sin embargo, todas las canciones que se habían lanzado anteriormente se modificaron, sobre todo «Do You Right», donde se cambiaron casi todas las letras. SA Martinez, principal escritor de la banda, también cambió sus versos principales en «Freak Out», «Feels So Good» y «Fuck The Bullshit». El desglose en «Plain» se cambió por completo musicalmente y la letra se reorganizó.
La primera edición fue fabricada y distribuida originalmente por Warner Bros. Records Inc., por lo que lleva el logotipo "WB" en la esquina inferior derecha de la portada del álbum. Números posteriores fueron fabricados y distribuidos por RED en 1994, Mercury Records en 1996 y Volcano Entertainment.
La canción «My Stoney Baby» formó parte de la banda sonora de la película de 2008 Harold & Kumar Escape from Guantanamo Bay, dirigida por Jon Hurwitz y Hayden Schlossberg.

## Lista de canciones
| CD    |                             |                                                   |          |  |
| N.º   | Título                      | Letras                                            | Duración |  |
| 1.    | «Welcome»                   | Nick Hexum, SA Martinez, Chad Sexton              | 2:55     |  |
| 2.    | «Freak Out»                 | Hexum, Martinez, Sexton                           | 3:43     |  |
| 3.    | «Visit»                     | Hexum, Martinez, Sexton, Tim Mahoney, Aaron Wills | 3:40     |  |
| 4.    | «Paradise»                  | Hexum, Mahoney, Martinez, Sexton, Wills           | 5:03     |  |
| 5.    | «Unity»                     | Hexum, Sexton                                     | 3:26     |  |
| 6.    | «Hydroponic»                | Hexum, Martinez, Sexton                           | 3:53     |  |
| 7.    | «My Stoney Baby»            | Hexum, Martinez                                   | 3:44     |  |
| 8.    | «Nix Hex» ()                | Hexum, Martinez                                   | 4:08     |  |
| 9.    | «Plain»                     | Hexum                                             | 2:58     |  |
| 10.   | «Feels So Good»             | Hexum, Martinez, Sexton                           | 3:22     |  |
| 11.   | «Do You Right»              | Hexum, Martinez, Sexton                           | 4:17     |  |
| 12.   | «Fat Chance» (hidden track) | Hexum, Martinez, Sexton                           | 5:04     |  |
| 46:15 |                             |                                                   |          |  |

## Personal
Créditos adaptados de las notas del álbum.
| 311 - Nick Hexum – vocalista principal, guitarra, percusión - SA Martinez – voces y coros - Chad Sexton – batería, percusión - Tim Mahoney – guitarra - Aaron Wills – bajo Músicos invitados - Daddy Freddy – voces en «Nix Hex» | Producción - Eddy Offord – productor, ingeniero - Mike Geiser – ingeniero asistente - Scott Ralston – ingeniero asistente - Joe Gastwirt – masterización |

## Ventas y certificaciones
| País                                               | Organismo certificador | Certificación | Ventas certificadas | Ref.   |
| Ventas                                             | Ventas                 | Ventas        | Ventas              | Ventas |
| -------------------------------------------------- | ---------------------- | ------------- | ------------------- | ------ |
| Estados Unidos                                     | RIAA                   | Oro           | 500 000*            | [ 3 ]  |
| *Cifras de ventas basadas solo en certificaciones. |                        |               |                     |        |